# Dynnyrne
Dynnyrne är en del av en befolkad plats i Australien. Den ligger i kommunen Hobart och delstaten Tasmanien, i den sydöstra delen av landet, nära delstatshuvudstaden Hobart. Antalet invånare är 1 481.
Trakten är tätbefolkad. Närmaste större samhälle är Hobart, nära Dynnyrne. 
I omgivningarna runt Dynnyrne växer i huvudsak städsegrön lövskog. Genomsnittlig årsnederbörd är 697 millimeter. Den regnigaste månaden är juli, med i genomsnitt 78 mm nederbörd, och den torraste är februari, med 41 mm nederbörd.